# Coupe de la Ligue d'Irlande du Nord de football
La Coupe de la Ligue d'Irlande du Nord de football est une compétition annuelle de football disputée entre clubs nord-irlandais. 
Cette compétition a été créée en 1986.

## Histoire
Le vainqueur de cette coupe se qualifie pour la Setanta Cup de la saison suivante.

## Palmarès

### Vainqueurs
| Saison    | Vainqueur                                         | Score                                             | Finaliste                                         |
| 1986-1987 | Linfield Football Club (1er titre)                | 2-1                                               | Crusaders Football Club                           |
| 1987-1988 | Coleraine Football Club (1)                       | 1-0 ap                                            | Portadown Football Club                           |
| 1988-1989 | Glentoran Football Club (1)                       | 2-1                                               | Linfield Football Club                            |
| 1989-1990 | Glenavon Football Club (1)                        | 3-1                                               | Newry City Football Club                          |
| 1990-1991 | Glentoran Football Club (2)                       | 2-0                                               | Ards Football Club                                |
| 1991-1992 | Linfield Football Club (2)                        | 3-0                                               | Larne Football Club                               |
| 1992-1993 | Bangor Football Club (1)                          | 3-0                                               | Coleraine Football Club                           |
| 1993-1994 | Linfield Football Club (3)                        | 2-0                                               | Coleraine FC                                      |
| 1994-1995 | Ards Football Club (1)                            | 0-0 ap 2-0                                        | Cliftonville Football Club                        |
| 1995-1996 | Portadown Football Club (1)                       | 2-1                                               | Crusaders Football Club                           |
| 1996-1997 | Crusaders Football Club (1)                       | 1-0                                               | Glentoran Football Club                           |
| 1997-1998 | Linfield Football Club (4)                        | 1-0                                               | Glentoran Football Club                           |
| 1998-1999 | Linfield Football Club (5)                        | 2-1                                               | Glentoran Football Club                           |
| 1999-2000 | Linfield Football Club (6)                        | 4-0                                               | Coleraine Football Club                           |
| 2000-2001 | Glentoran Football Club (3)                       | 1-0                                               | Glenavon Football Club                            |
| 2001-2002 | Linfield Football Club (7)                        | 3-1                                               | Glentoran Football Club                           |
| 2002-2003 | Glentoran Football Club (4)                       | 2-0                                               | Linfield Football Club                            |
| 2003-2004 | Cliftonville Football Club (1)                    | 1-1 ap 5-4                                        | Larne Football Club                               |
| 2004-2005 | Glentoran Football Club (5)                       | 2-1 ap                                            | Linfield Football Club                            |
| 2005-2006 | Linfield Football Club (8)                        | 3-0                                               | Glentoran Football Club                           |
| 2006-2007 | Glentoran Football Club (6)                       | 1-0                                               | Cliftonville Football Club                        |
| 2007-2008 | Linfield Football Club (9)                        | 3-2                                               | Crusaders Football Club                           |
| 2008-2009 | Portadown Football Club                           | 1-0                                               | Newry City Football Club                          |
| 2009-2010 | Glentoran Football Club (7)                       | 2-2 ap(4-1 tab)                                   | Coleraine Football Club                           |
| 2010-2011 | Lisburn Distillery Football Club (1)              | 2-1                                               | Portadown Football Club                           |
| 2011-2012 | Crusaders Football Club (2)                       | 1-0                                               | Coleraine Football Club                           |
| 2012-2013 | Cliftonville Football Club (2)                    | 4-0                                               | Crusaders Football Club                           |
| 2013-2014 | Cliftonville Football Club (3)                    | 0-0 ap(3-2 tab)                                   | Crusaders Football Club                           |
| 2014-2015 | Cliftonville Football Club (4)                    | 3-2                                               | Ballymena United Football Club                    |
| 2015-2016 | Cliftonville Football Club (5)                    | 3-0                                               | Ards Football Club                                |
| 2016-2017 | Ballymena United Football Club (1)                | 2-0                                               | Carrick Rangers Football Club                     |
| 2017-2018 | Dungannon Swifts Football Club (1)                | 3-1                                               | Ballymena United Football Club                    |
| 2018-2019 | Linfield Football Club (10)                       | 1-0                                               | Ballymena United Football Club                    |
| 2019-2020 | Coleraine Football Club (2)                       | 2-1                                               | Crusaders Football Club                           |
| 2020-2021 | Non disputée en raison de la pandémie de Covid-19 | Non disputée en raison de la pandémie de Covid-19 | Non disputée en raison de la pandémie de Covid-19 |
| 2021-2022 | Cliftonville Football Club (6)                    | 4-3 ap                                            | Coleraine Football Club                           |
| 2022-2023 | Linfield Football Club (11)                       | 2-0                                               | Coleraine Football Club                           |
| 2023-2024 | Linfield Football Club (12)                       | 3-1                                               | Portadown Football Club                           |
| 2024-2025 | Cliftonville Football Club (7)                    | 1-0 ap                                            | Glentoran Football Club                           |

### Bilan
| Rang | Club                  | Finales gagnées (Première-Dernière) | Finales perdues (Première-Dernière) |
| 1    | Linfield FC           | 12 (1987-2024)                      | 3 (1989-2005)                       |
| 2    | Glentoran FC          | 7 (1989-2010)                       | 6 (1997-2025)                       |
| 3    | Cliftonville FC       | 7 (2004-2025)                       | 2 (1995-2007)                       |
| 4    | Coleraine FC          | 2 (1988-2020)                       | 7 (1993-2023)                       |
| 5    | Crusaders FC          | 2 (1997-2012)                       | 3 (1987-2020)                       |
| -    | Portadown FC          | 2 (1996-2001)                       | 3 (1988-2024)                       |
| 7    | Ards FC               | 1 (1995)                            | 2 (1991-2016)                       |
| 8    | Glenavon FC           | 1 (1990)                            | 1 (2001)                            |
| -    | Ballymena United FC   | 1 (2017)                            | 1 (2018-2019)                       |
| 10   | Bangor FC             | 1 (1993)                            | 0                                   |
| -    | Lisburn Distillery FC | 1 (2011)                            | 0                                   |
| -    | Dungannon Swifts      | 1 (2018)                            | 0                                   |

### Statistiques
- Plus grand nombre de victoires : 12 Linfield FC
- Plus grand nombre de défaites : 7 Coleraine FC.
- Plus grand nombre de victoires consécutives : 4 Cliftonville Football Club de 2013 à 2016
- Plus grand nombre de défaites consécutives : 3 Glentoran FC de 1997 à 1999.
- Plus grand nombre de participations à une finale : 15 Linfield FC
- Plus grand nombre de participations consécutives à une finale : 3 finales consécutives : 
  - Linfield FC de 2020 à 2023.
  - Linfield FC de 1998 à 2001.
  - Coleraine FC de 1997 à 1999, de 2001 à 2003, de 2005 à 2007 et de 2020 à 2023.
- Victoire la plus large en finale (sans compter les prolongations et les tirs au but) : 4 buts d'écart.
  - Linfield FC 4-0 Coleraine FC en 2000.
- Plus grand nombre de buts marqués en finale (sans compter les prolongations et les tirs au but) : 5 buts.
  - Linfield FC 3-2 Crusaders FC en 2008.
- 8 finales se sont terminées en prolongations dont 4 aux tirs au but.
- Clubs ayant gagné une finale sans jamais en avoir perdu : 
  - Bangor FC.
  - Lisburn Distillery FC.
  - Dungannon Swifts.
- Clubs ayant perdu une finale sans jamais en avoir gagné : 
  - Larne FC (2 finales perdues).
  - Newry City (2 finales perdues).